# Воронеж (поезд)
«Воро́неж» (№ 25В/25Я) — фирменный пассажирский поезд РЖД, курсирующий по маршруту Воронеж — Москва — Воронеж. Поезд ночной. Состав отходит от первого пути станции Воронеж-1 и прибывает на этот же путь, когда возвращается из Москвы.

## Характеристика поезда
Поезд является ежедневным, круглогодичным, в своём обращении имеет 2 состава.
- Пункт формирования: вагонное депо Воронеж Приволжского филиала АО «ФПК».
- Отправление из Воронежа: 20:30. Прибытие в Москву: 07:50. Время в пути: 11 часов 20 минут.
- Отправление из Москвы: 21:04. Прибытие в Воронеж: 08:30. Время в пути: 11часов 26 минут.

На всём протяжении маршрута время московское.
- Протяжённость маршрута — 651 км.
- Транзитные станции в направлении Воронеж — Москва: Усмань, Липецк, Елец, Ефремов, Жданка, Узловая-1,  Ожерелье.
- Транзитные станции в направлении Москва - Воронеж : Ожерелье (техническая), Венев, Узловая-1, Жданка, Волово, Ефремов,Елец, Липецк, Усмань.

До декабря 2018 года поезд следовал другим маршрутом: Воронеж - Грязи - Мичуринск - Богоявленск - Павелец - Узуново - Ожерелье - Москва.
Типы и количество вагонов:
- СВ бизнес-класса — 2
- СВ — 2
- купейные экономкласса — 5
- вагон-ресторан повышенной комфортности — 1
- плацкартные — 13

В поезде есть вагон люкс-класса под номером 0, но он не всегда присутствует.
Во всех вагонах туалет закрытого типа, который работает в санитарных зонах.
Поезд «Воронеж» стал первым пассажирским составом, в вагонах которого, в рамках эксперимента, появились женские и мужские купе. В целях повышения безопасности, в дверях купе стоят электронные замки, которые открываются с помощью пластиковой карточки. В составе присутствуют исключительно вагоны производства ОАО «ТВЗ». Ранее вагоны были окрашены в синий цвет с голубыми полосами, в настоящее время окрашены в "корпоративный"  серо-красный цвет РЖД. 
Смена локомотива с бригадой по станциям Елец и Ожерелье (от Воронежа до Ельца электровозы ЭП1М депо Россошь ЮВжд и Кавказская СКав жд, от Ельца до Ожерелья тепловозы ТЭП70, ТЭП70БС депо Елец-Северный ЮВжд, от Ожерелья до Москвы - электровозы ЧС7, ЭП2К приписки Московской ж.д.).

## Маршрут
- Юго-Восточная железная дорога:
  - Воронеж-1, Воронежская область
  - Усмань, Липецкая область
  - Липецк, Липецкая область
  - Елец, Липецкая область
- Московская железная дорога:
  - Ефремов, Тульская область
  - Жданка, Тульская область
  - Узловая-1, Тульская область
  - Ожерелье, Московская область
  - Москва-Павелецкая, г. Москва.

## События и факты
- 10 сентября 2010 в состав поезда включены четыре новых купейных вагона компании «ТрансКлассСервис». Это вагоны № 2, 3, 4 и 5. Каждое купе в вагонах оснащено индивидуальными сейфами и розетками 220 В, а также ЖК мониторами, предлагающими пассажирам на выбор 3 видеоканала. В стоимость билета в этих вагонах включены комплект постельных принадлежностей и индивидуальный гигиенический набор (салфетки освежающая и бумажная, расчёска, зубная паста и щётка, ватные диски, ватные палочки, рожок и салфетка для обуви)[2].